# Агавові
Ага́вові — до 2009 року родина однодольних рослин (лат. Agavaceae, Dumort. (1829)), наразі підродина (лат. Agavoideae) родини холодкових порядку холодкоцвітих.

## Систематика

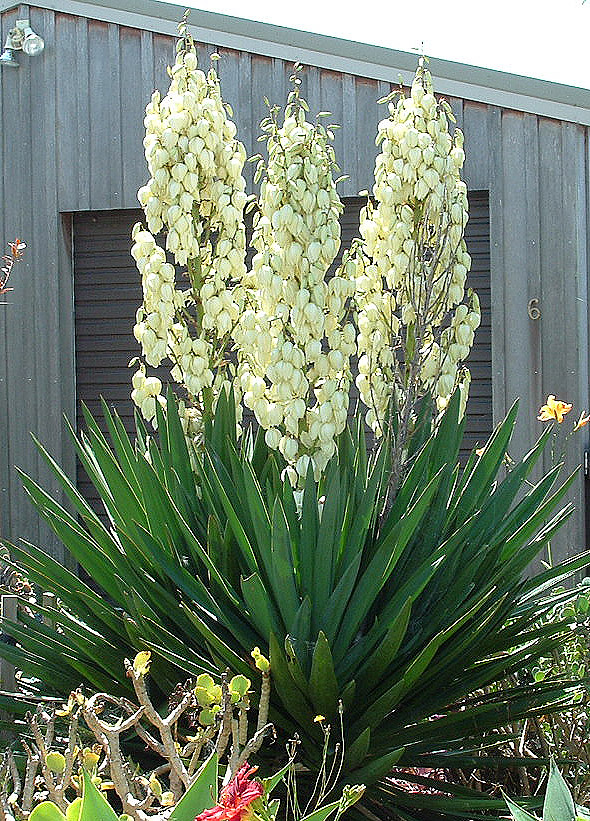
Юка

За різними систематиками до родини Агавових входило від 10 до 36 родів, та від 450 до 700 видів. Деякі роди відносили до родини Лілійних, деякі — до Амарилісових. В свою чергу родина Агавових входила у порядок Лілієцвітих, потім у порядок Холодкоцвітих.
Радянська біологічна енциклопедія ділить родину Агавових на 3 триби:
- Хостові (Hosteae) — включає один рід хоста (Hosta), що нараховує близько 40 видів.
- Юкові (Yucceae) — включає два роди — геспералое (Hesperaloe) і юка (Jucca).
- Агавові (Agaveae) — найбільша в родині. У неї входять 7 родів і близько 360 видів, з них більше 300 відносяться до роду агава (Agave).

Згідно з сучасною таксономічною системою APG III, опублікованою у 2009 році, родина Агавових увійшла у родину Холодкових як підродина (Agavoideae).
За даними сайту PlantSystematics.org (Систематика рослин) в родині налічується 36 родів:
|              |             |            |              |               |              |               |               |             |
| Agave        | Anemarrhena | Anthericum | Arthropodium | Behnia        | Beschorneria | Calibanus     | Camassia      | Chlorogalum |
| Chlorophytum | Comospermum | Dasylirion | Diamena      | Dichopogon    | Diora        | Echeandia     | Eremocrinum   | Furcraea    |
| Hagenbachia  | Hastingsia  | Herreria   | Herreriopsis | Herreripsis   | Hesperaloe   | Hesperocallis | Hosta         | Leucocrinum |
| Manfreda     | Oedera      | Paradisea  | Polianthes   | Prochnyanthes | Pseudobravoa | Samuela       | Schoenolirion | Yucca       |

## Ареал

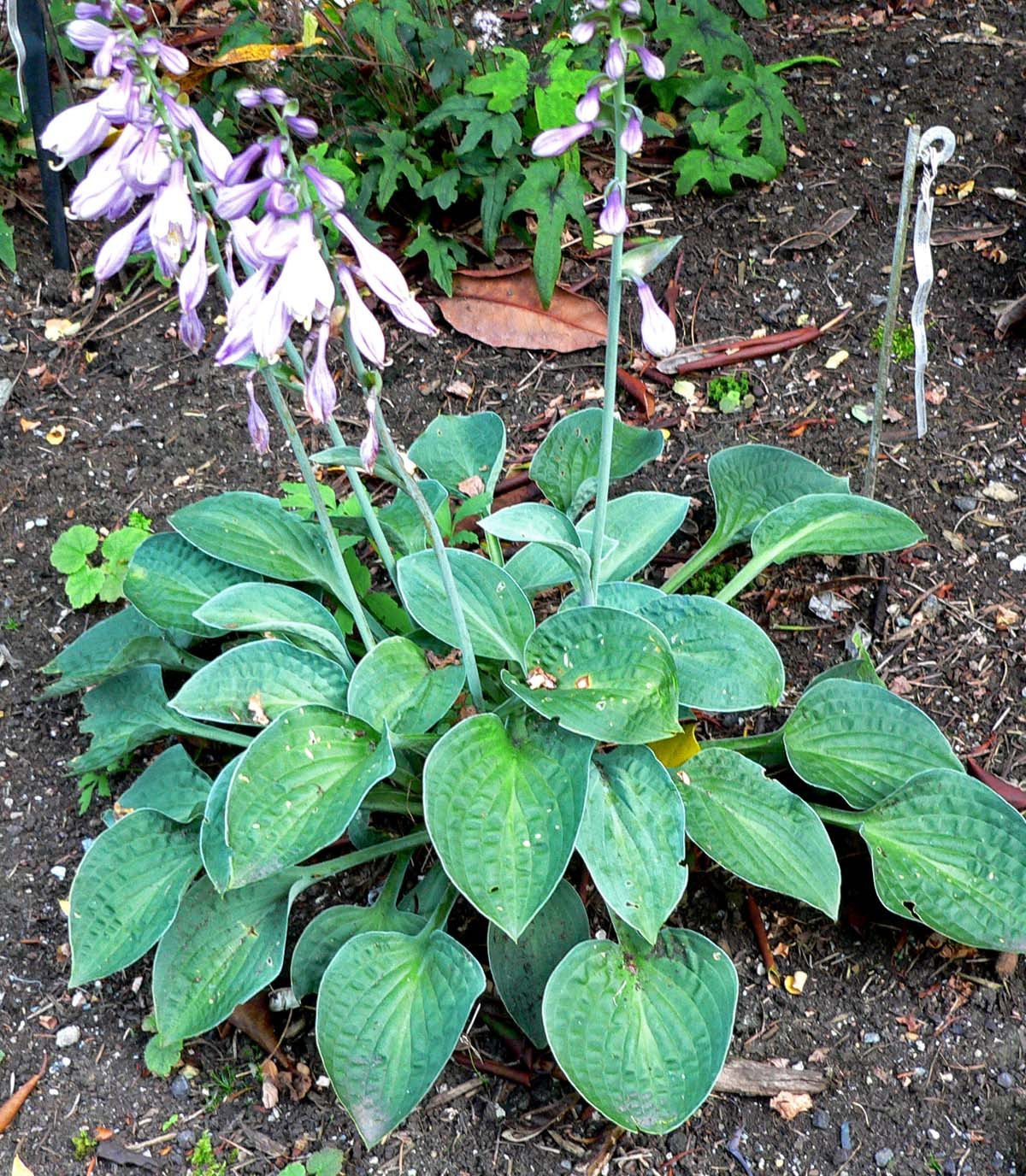
Хоста

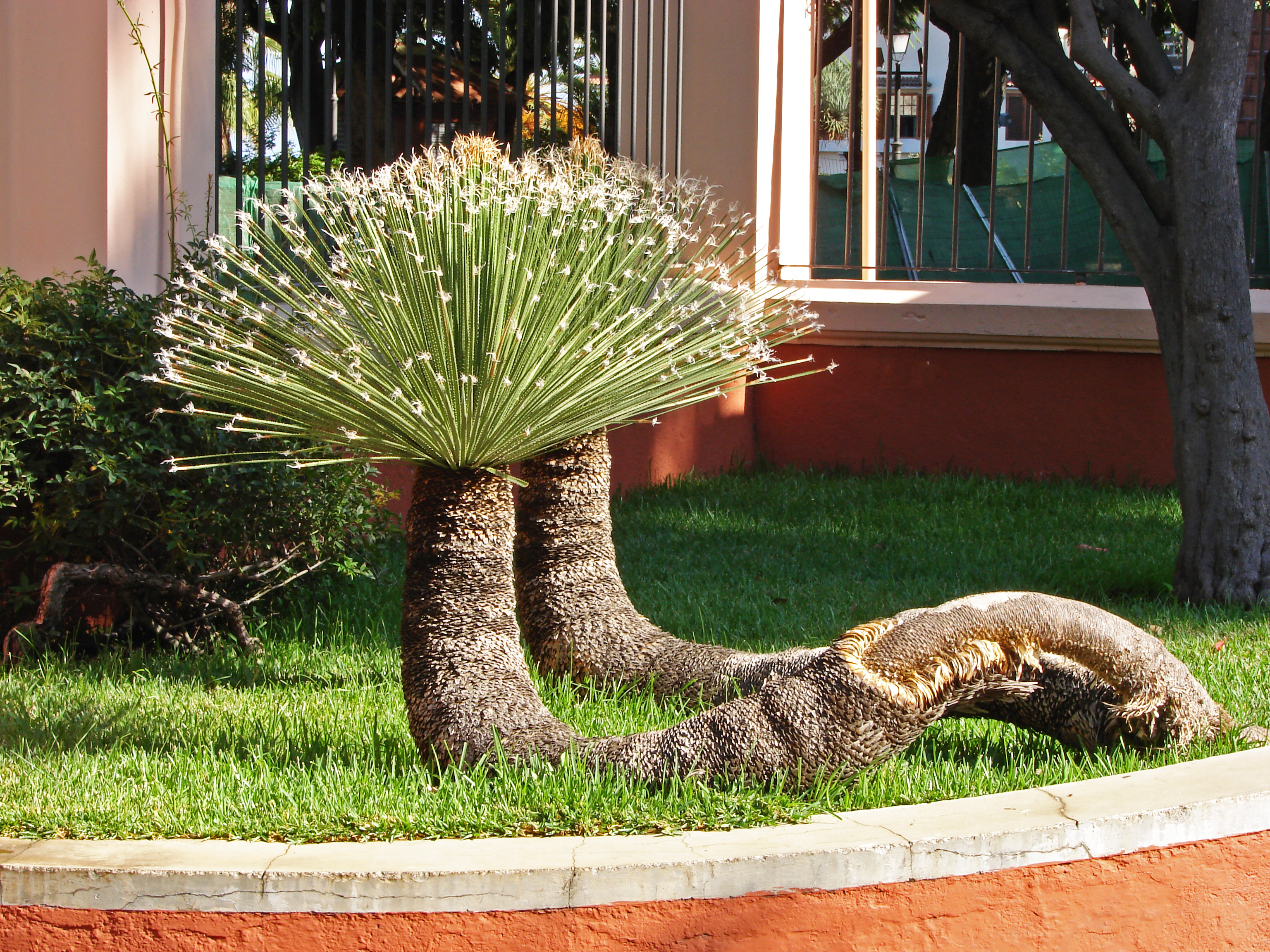
Дасіліріон

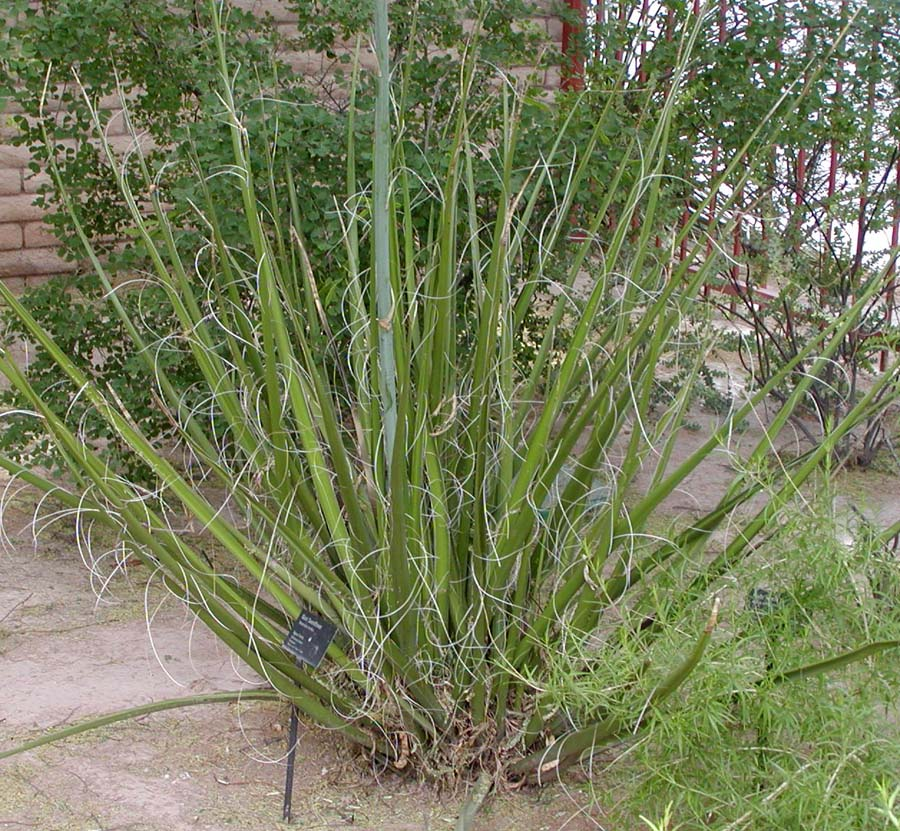
Геспералое

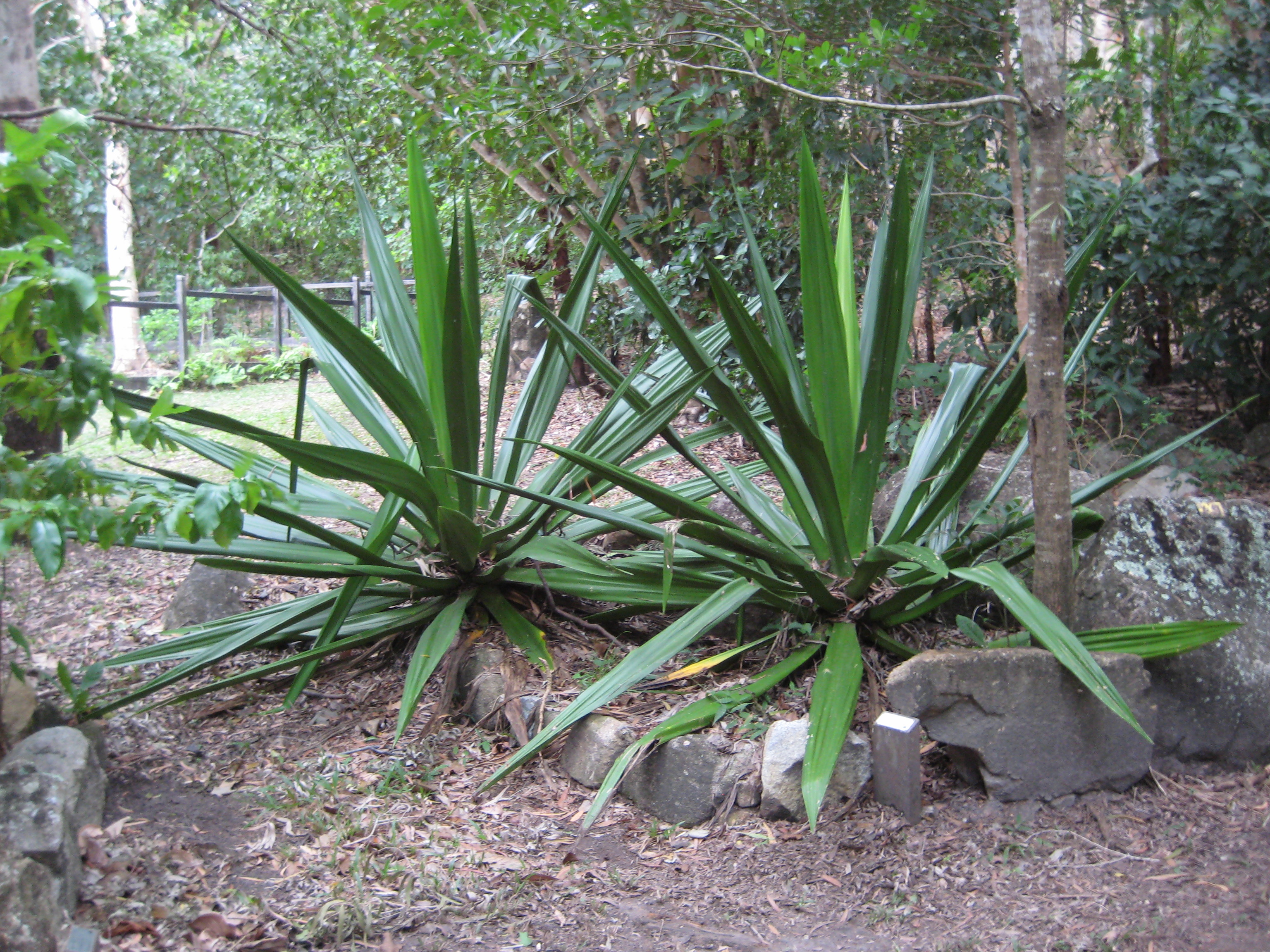
Фуркрея

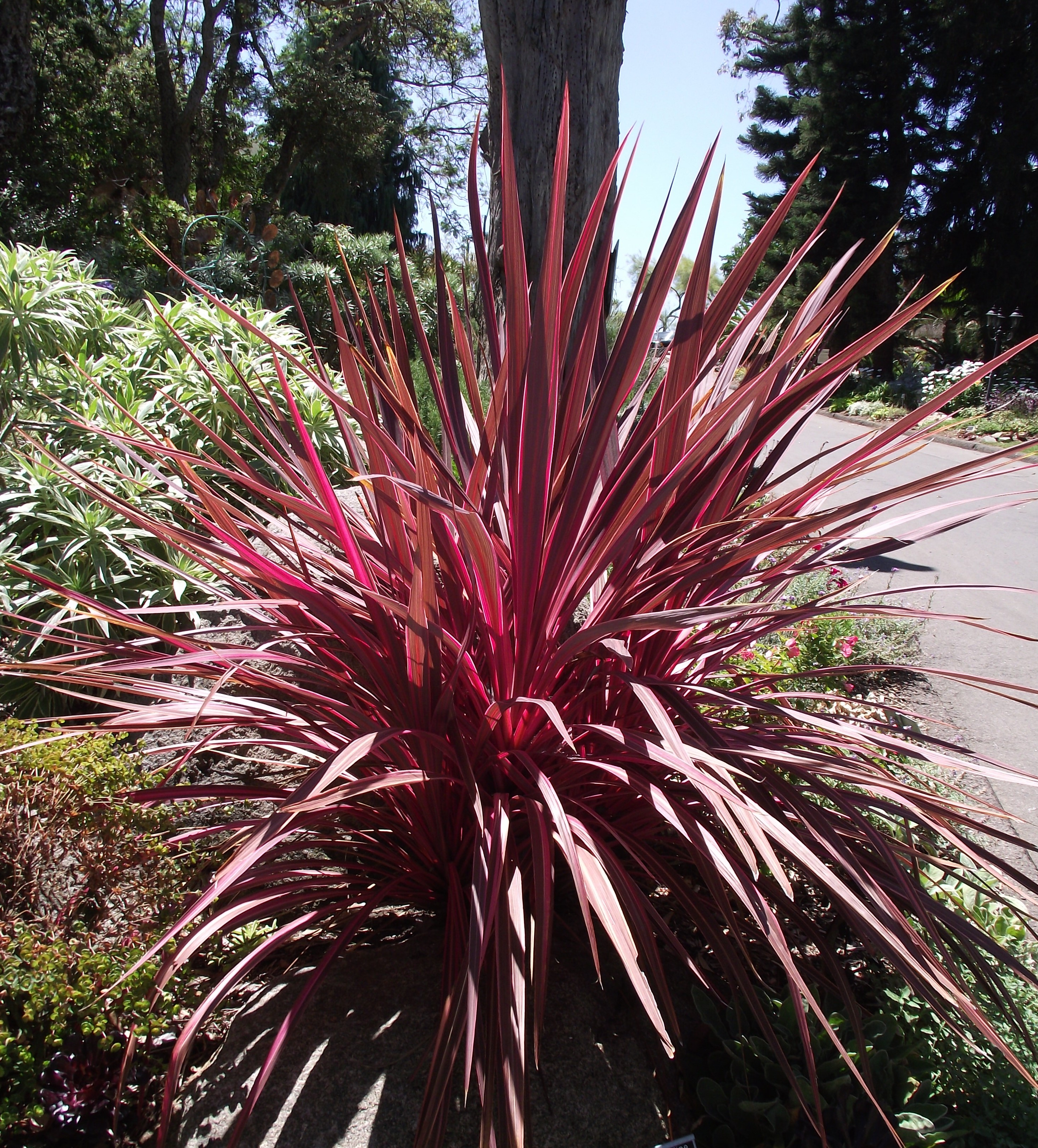
Корділіна

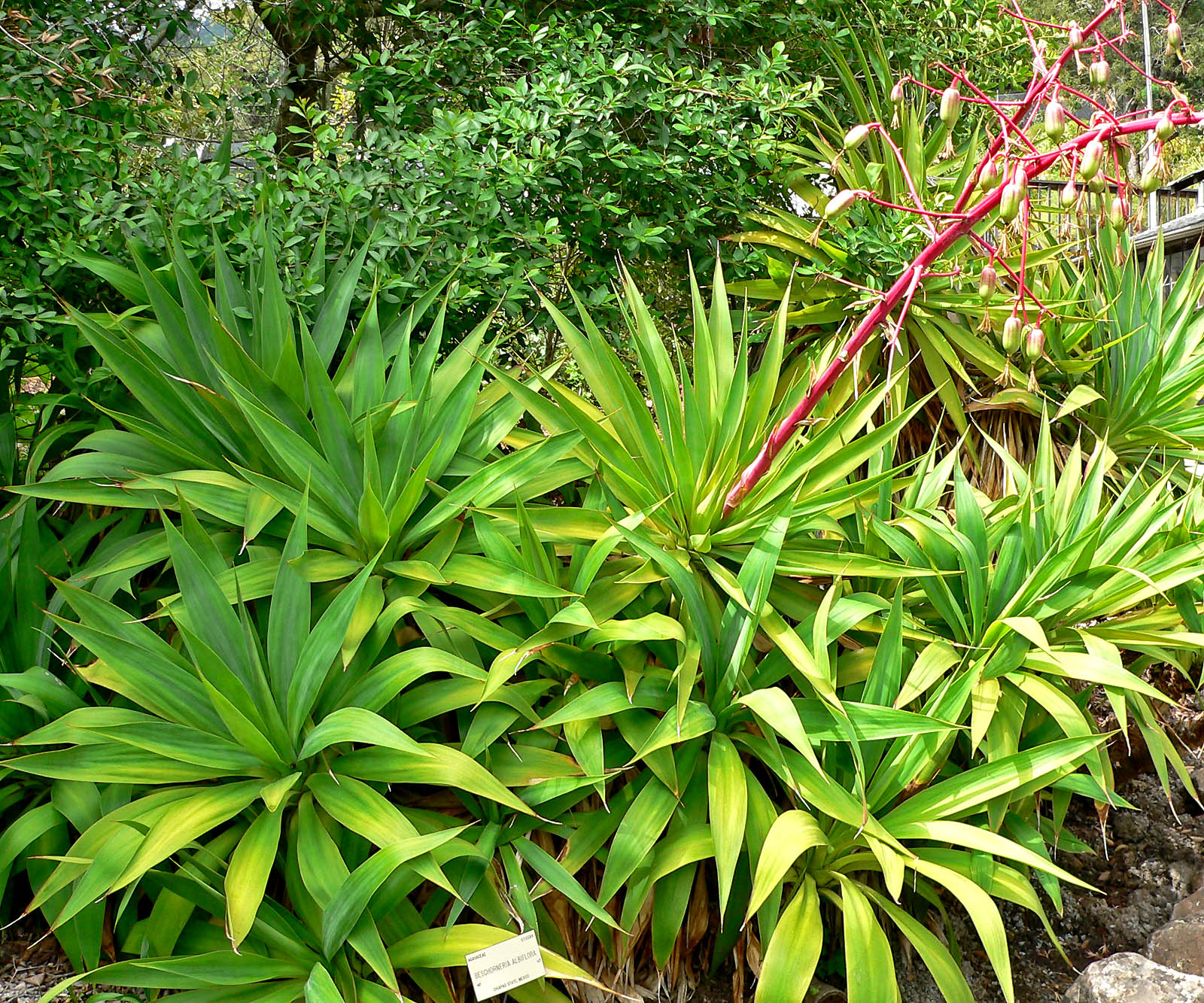
Бершонерія

Рослини родини Агавових поширені у тропічних і субтропічних посушливих областях Північної і Центральної Америки, на півночі Південної Америки, на островах басейну Карибського моря, а також у Східній Азії. Північна межа ареалу Агавових доходить до 40 — 41° північної широти, де в штаті Колорадо в Скелястих горах на висоті 2000—2500 м над рівнем моря стелеться серед каменів юка сиза (Yucca glauca). Південна межа ареалу проходить через Венесуелу і Колумбію. У Венесуелі кілька видів агав поширені головним чином у прибережній зоні та на прилеглих островах (Кюрасао, Аруба). У Колумбії в горах басейну річки Каука зустрічається агава Валліза (Agave wallisii) і широко відома в культурі фуркрея Селла (Furcraea selloa). Дуже різноманітні агави на Багамських островах і Ямайці, однак основне видове розмаїття зосереджене в Мексиці і на півдні США. Тут поряд із широко відомими рослинами, такими як юка і агава, представлені рідкісні, маловідомі роди псевдобравоя (Pseudobravoa), прохніантес (Prochnyanthes) і геспералое (Hesperaloe). Тільки один рід хоста приурочений до помірно теплих областей Східної Азії (Японія, Китай, Корейський півострів, Приморський край і острів Сахалін).

## Опис
Агавові — переважно кореневищні деревоподібні рослини, яким притаманне вторинне потовщення стебла однодольного типу. Так, у юки коротколистової (Юкка brevifolia) стовбур буває заввишки до 12 м і завширшки 60 см. У агави він сильно вкорочений і зазвичай не перевищує 30-50 см, але окремі види, наприклад, агава Карвінського (Agave karwinskii), утворюють стовбур заввишки до 4 м. Роди Хоста, Поліантес, Псевдобравоя і Прохніантес представлені багаторічними трав'янистими формами. Судини знаходяться тільки в коренях (з простими перфораціями у агави та сходовими у хости). Листки агавових сукулентні або шкірясті, здебільшого великі й зібрані в прикореневій розетці, або розташовані пучком на верхівці стовбура.
Квітки переважно білі, кремові або зеленкуваті. Вони дводомні, актиноморфні або слабозигоморфні (у поліантеса). У більшості представників вони зібрані у велике верхівкове суцвіття — китицю, колос або волоть. У агави та фуркреї суцвіття сягає заввишки 8-10 м. Сегментів оцвітини 6, вони розташовані у два кола, однакові за формою і майже не відрізняються за забарвленням. Зазвичай вони зростаються (крім юки і фуркреї) у більш-менш довгу трубку. Шість довгих тичинок прикріплені до основи пелюсток або трубки віночка. Пиляки інтрорзні, відкриваються поздовжніми щілинами. Оболонка пилкових зерен одноборозна або рідше (поліантес) з двома дистальними борознами, з товстою секзіною. Стовпчик ниткоподібний, а у фуркреї він тригранно потовщений; приймочка трилопатева. Зав'язь тригнізда, у більшості родів нижня, але у юки, геспералое та хости вона верхня. Зачатки насіння анатропні, численні, розташовані в два ряди один над одним. Плід — локуліцидна коробочка, а у юки ягодовидної (Yucca baccata), юки алоелистної (Yucca aloifolia) і деяких інших — ягодоподібний. Насіння плоске, чорне.

## Використання
Агавові мають велике практичне значення перш за все як волокнисті рослини. Світову популярність завоювала агава сизалева, з давніх часів культивована у багатьох країнах. Її міцне волокно, зване «сизаль» або «піта», йде на виготовлення мотузок, канатів, рибальських сіток і ласо. Агаву сизалеву розводять головним чином на Багамських островах, у Вест-Індії, Бразилії і Танзанії (1/3 світового виробництва). Плантації сизалю використовують протягом 12 — 15 років, щорічно обрізаючи по 7 — 9 листків з кожної рослини.
Другою важливою промислової культурою є агава кантала (Agave cantala), яку розводять переважно на Яві, Філіппінських островах і в східній частині Індії. Агава фуркроїдна (Agave fourcroydes) дає волокно «хенекен» («енекен») або «юкатанський сизаль». На плантаціях енекена кожну рослину використовують протягом 18 років. Головний центр її виробництва — Мексика, Куба, півострів Юкатан. Біле волокно енекен йде на виготовлення паперу, мотузок, тарної тканини. Відомі також агава складчаста (Agave falcata), з якої отримують волокно «еспадін», агава жорстка (Agave rigida), що дає волокно «кенжут». На острові Святої Єлени і острові Маврикій широко культивується фуркрея смердюча (Furcraea foetida), або «маврикійські коноплі», а на Кубі — фуркрея шестипелюсткова (Furcraea hexapetala), або «кубинські коноплі».
Важко переоцінити значення агав в житті індіанців. Вони використовують у їжу печену серцевину стовбура і основи листків, з них же виготовляють борошно. Індіанці їдять квіти агав у вареному вигляді або висушують їх і додають у кукурудзяні коржі. Деякі агави і манфреда містять у листі велику кількість сапогеніна, який застосовують для миловаріння. З агави темно-зеленої (Agave atrovirens) і агави Сальма (Agave salmiana) готують алкогольний напій «пульке».
Використовують агавові і як живоплоти і в народній медицині як засіб від укусів комах і змій. Агава, фуркрея, бешорнерія (Beschorneria), корділіна (Cordyline ) здобули собі славу як прекрасні декоративні рослини. Їх широко розводять у садах, парках та оранжереях в багатьох країнах світу. Особливо відомі агава безстрашна (Agave ferox), агава яскраво-червона (Agave coccinea), агава американська (Agave americana)) і її культурні різновиди.